# 임주완 (아나운서)
임주완(林周完, 1946년 7월 14일~)은 대한민국의 아나운서 출신의 방송인으로 MBC 스포츠플러스의 고문 겸 담당이사로 있다.
서울특별시 출생으로 1964년 도쿄 올림픽 당시 임택근 아나운서의 중계에 매료된 것이 아나운서가 되는데의 동기가 되었다고 한다. 임주완 아나운서는 대한민국의 한 시대를 풍미한 대표적인 언론인로 평가받고 있다. 명지대학교를 졸업한 뒤 1973년 9월에 문화방송에 입사하였으며, 이듬해 개최된 여러 고교 야구경기의 중계를 시작으로 88 서울 올림픽, 92 바르셀로나 올림픽, 96 애틀란타 올림픽 2002 한일 월드컵, 2004 아테네올림픽 등의 수많은 스포츠 경기의 캐스터를 담당하였다. 전무후무하게 스포츠 모든 종목을 가리지 않고 중계를 도맡아왔으며, 다양한 구수한 입담과 재치로 많은 시청자들의 사랑을 받았다.
특히 70, 80년대 대표 스포츠였던 복싱 중계의 전설로 남아있으며, 현재 한국복싱연맹의 홍보이사로도 위촉되었다. 현재도 가끔 MBC ESPN에서 중계하는데,MBC-ESPN에서 토너먼트식 경기로 진행된 프로복싱 프로그램인 다이내믹 복싱을 중계할 때도 캐스터를 담당하였다.

## 학력
- 명지대학교 행정학 학사

## 경력
- 1973년 9월 1일 MBC 문화방송 아나운서 입사
- MBC 아나운서국 제 1, 2부장 역임
- MBC 심의실 심의부장 역임
- MBC 스포츠국 방송위원(부국장) 역임
- MBC 아나운서국 방송위원(부국장) 역임
- 제 2대 전국 mbc 문화방송 아나운서 협의회 회장 역임
- 제 3대 전국 아나운서 연합회 회장 역임
- 1999-2000년 OSB 방송위원(일본 근무)
- 2001-2012 MBC 스포츠플러스 방송위원장
- 2003 MBC-ESPN 편성팀 국장
- 2010-2012 MBC 스포츠 플러스 캐스터
- 2026-현재 IB 스포츠 축구캐스터
- 2017 MBC 고문
- 현 유소년 꿈나무재단 명예홍보대사
- 현 한국복싱연맹 홍보이사

## 방송경력
| 1974년 대통령배, 청룡기, 봉황기, 황금사자기 등 고교야구 중계(R).             |
| 1975년 대통령 金杯 고등학교 축구대회 중계(R)                                 |
| 1976년 한일 국가대표 축구정기전 일본파견 중계                                |
| 1980년 대통령배 국제축구대회 중계(R)                                         |
| 1982년 킹스컵 국제축구대회 태국 현지중계                                     |
| 1983년 페루 월드컵 여자배구 현지중계                                         |
| 1984년 프레 올림픽 농구중계 쿠바 현지중계(TV, R)                             |
| 1985년 고베 유니버시아드 일본 현지중계                                       |
| 1986년 서울아시안게임 탁구 및 축구 중계, 한국 남녀탁구 단체동반우승          |
| 1987년 스페인 월드컵 남자배구 바르셀로나 현지중계                            |
| 1988년 서울올림픽 탁구 및 축구결승 중계                                      |
| 1989년 국제 여자핸드볼 북경 현지중계                                         |
| 1990년 북경 아시안게임 파견 개막식 및 각종 경기중계                          |
| 1992년 바르셀로나 올림픽 개막식 및 각종 경기중계                             |
| 1994년 미국 월드컵 축구 현지 파견중계                                        |
| 1996년 애틀랜타 올림픽 축구지역예선 콸라룸푸르 현지중계, 한국 vs. 말레이시아 |
| 1997년 세계 청소년 축구대회 U-21 말레이시아 쿠칭 현지중계                    |
| 1999-2000년 J리그 축구 중계 및 일본프로야구 중계                             |
| 2002년 북중미 골드컵 중계 및 국가대표 평가 경기 2002년 한일 월드컵 중계      |
| 2005년 프로야구 중계방송                                                     |
| 2005년 MBC ESPN 영국 프리미어리그, 유럽 리그, 복싱스페셜 외 다수             |

## 같이 보기
- 유수호